# Friedrich August von Wulffen
Friedrich August von Wulffen (* 1704; † 7. Juli 1757) war ein preußischer Oberst. 

## Leben
Friedrich August entstammte dem Adelsgeschlecht von Wulffen. Seine Eltern waren der Erbherr auf Loburg und Padegrim Hans Christoph von Wulffen und Sybille Hedwig von Mengersen.
Zunächst bestritt Wulffen ein Studium und trat danach in kursächsische Dienste. Von dort hatte ihn Friedrich II. in die Heimat zurück berufen und als Hauptmann mit Patent vom 7. Oktober 1736 beim 
Altpreußisches Dragonerregiment Nr. 2 eingruppiert. Hier avancierte er am 18. November 1741 zum Major. Am 6. August 1742 erfolgte seine Versetzung zum Altpreußisches Dragonerregiment Nr. 6, wo er am 15. Juli 1745 zum Oberstleutnant und am 4. Juli 1749 zum Oberst befördert wurde. Eine nochmalige Versetzung erfolgte am 10. September 1750, dieses Mal zum Altpreußisches Dragonerregiment Nr. 11. Vom  27. November 1753 bis 7. Juli 1757 war Wulffen dann Kommandeur, eine Stellung, die er wohl bereits in einem der beiden vorgenannten Regimenter innegehabt hatte, bzw. Regimentschef des Kadettenkorps. Als solcher wurde er zur preußischen Generalität gerechnet.
Wulffen soll aus den ersten beiden Schlesischen Kriegen auch Ritter des Ordens Pour le Mérite gewesen sein. Er starb an der Brustkrankheit.